# Jakub Novák (Radsportler, 1988)
Jakub Novák (* 23. März 1988 in Prešov) ist ein ehemaliger slowakischer Radrennfahrer.

## Sportlicher Werdegang
Jakub Novák wurde 2006 in Bratislava slowakischer Meister im Einzelzeitfahren der Juniorenklasse. 
Von 2007 bis 2011 fuhr er für die Continental Teams CK Windoor’s Příbram, Amore & Vita-Prodir und Dukla Trencin Merida. Seine Erfolge erzielte er ausschließlich auf nationaler Ebene: 2007 wurde er im tschechischen Brünn Vizemeister im U23-Straßenrennen der nationalen Meisterschaft hinter Ivan Viglaský. 2009 wurde er nationaler Meister im Einzelzeitfahren der U23 und 2010 Elitemeister im Straßenrennen. 
International blieb er ohne zählbare Erfolge. Beste Platzierung war ein fünfter Platz beim heimischen Grand Prix Boka in der Saison 2009. 2013 und 2014 erhielt er nochmals eine Chance im Development Team des BMC Racing Teams, jedoch kam kein Vertrag zustande. Danach wird er nicht mehr in den Ergebnislisten der UCI geführt.

## Erfolge
2006
- Slowakischer Meister – Einzelzeitfahren (Junioren)

2009
- Slowakischer Meister – Einzelzeitfahren (U23)

2010
- Slowakischer Meister – Straßenrennen